# Île Semionovski
L'île Semionovski, en russe : остров Семёновский, ostrov Semionovski, est un banc de sable de la mer des Laptev, qui constitue les restes d'une ancienne île des îles de Nouvelle-Sibérie, en Russie.

## Géographie
L'île Semionovski est située dans le nord de la Russie, au large de la Sibérie, dans la mer des Laptev. Elle est entourée par les autres îles des îles de Nouvelle-Sibérie.
Administrativement, l'île était rattachée à la République de Sakha.

## Histoire
L'île Semionovski est découverte en 1770 par Lyakhov, un marchand de Moscou, alors qu'il remonte la piste d'un troupeau de rennes sur la banquise. En récompense pour cette découverte, Catherine II lui accorde le droit exclusif de la récolte d'ivoire fossile de mammouth présent sur l'île. L'île mesure alors environ 5 km2 de superficie mais celle-ci décroit rapidement pour passer de 4,6 km2 en 1823 à 0,9 km2 en 1912, 0,5 km2 en 1936 et 0,2 km2 en 1945. À cette date, des falaises maritimes s'élèvent encore à 24 mètres de hauteur,. En 1950, seul un baïdjarakh, un monticule lié au pergélisol, dépasse des flots et deux ans plus tard, celui-ci s'est réduit à un banc de sable à fleur d'eau. Au début des années 1960, une nouvelle visite confirme la disparition totale de l'île, le banc de sable se trouvant en moyenne à une dizaine de mètres de profondeur et culminant à vingt centimètres sous le niveau de la mer,.